# Canton de Badonviller
Le canton de Badonviller est une ancienne division administrative française qui était située dans le département de Meurthe-et-Moselle et la région Lorraine.

## Géographie
Ce canton est organisé autour de Badonviller dans l'arrondissement de Lunéville. Son altitude varie de 271 m (Neufmaisons) à 730 m (Bionville) pour une altitude moyenne de 344 m.

Situation du canton dans le département de Meurthe-et-Moselle

## Histoire
Le canton a été créé par la  loi du 8 avril 1879, par scission du canton de Baccarat,. Il disparaît concrètement en 2015, en rejoignant le grand canton de Baccarat.

## Administration

### Conseillers d'arrondissement (de 1879 à 1940)
| Période                                  | Période | Identité         | Étiquette                | Qualité |
| ---------------------------------------- | ------- | ---------------- | ------------------------ | --- |
| 1879                                     | 1889    |                  |                          | |
| 1889                                     | 1907    | Constant Ferry   |                          | Propriétaire à Bulligny                                                                                     |
| 1907                                     | 1919    | Ferdinand Urbain | Républicain progressiste | Propriétaire à Neuviller-lès-Badonviller                                                                    |
| 1919                                     | 1940    | Émile Fournier   | RG                       | Notaire, maire de Badonviller                                                                               |
| 1940                                     |         |                  |                          | Les conseils d'arrondissement ont été suspendus par la loi du 12 octobre 1940 et n'ont jamais été réactivés |
| Les données manquantes sont à compléter. |         |                  |                          | |

### Conseillers généraux de 1879 à 2015
| Période          | Période      | Identité                                            | Étiquette               | Qualité                                                                                           |
| ---------------- | ------------ | --------------------------------------------------- | ----------------------- | ------------------------------------------------------------------------------------------------- |
| 1879             | 1888 (décès) | Victor-Emile Fenal                                  |                         | Manufacturier à Pexonne                                                                           |
| 1888             | 1905 (décès) | Nicolas Fenal Neveu du précédent                    | RP                      | Avocat puis directeur de faïencerie à Badonviller Député (1898-1902)                              |
| 1905             | 1918 (décès) | Léon Messier                                        |                         | Docteur en médecine Maire de Badonviller (1876-1896, 1901-1911)                                   |
| 1918             | 1919         | siège vacant                                        |                         |                                                                                                   |
| 1919             | 1938 (décès) | Edouard Fenal Fils de N.Fenal                       | RG                      | Directeur de faïencerie Maire de Lunéville (1930-1935)                                            |
| avril 1938       | 1940 (décès) | Bernard Fenal Fils du précédent                     | FR                      | Industriel                                                                                        |
|                  |              |                                                     |                         |                                                                                                   |
| 1945             | 1970 (décès) | Émile Fournier                                      | RGR puis DVD puis UDR   | Notaire Maire de Badonviller (1945-1970), ancien conseiller d'arrondissement Sénateur (1946-1948) |
| 13 décembre 1970 | 1998         | Bernard Martin (1932-2018, petit-fils du précédent) | RI puis UDF             | Notaire, conseiller municipal de Badonviller (1970-1995)                                          |
| 1998             | 2015         | Bernard Muller                                      | UDF puis MoDem puis UMP | Employé SNCF Maire de Badonviller Président de la Communauté de Communes du Badonvillois          |

## Composition
Le canton de Badonviller groupe 12 communes et compte 3 283 habitants (recensement de 2008 sans doubles comptes).
| Communes                  | Population (2012) | Code postal | Code Insee |
| ------------------------- | ----------------- | ----------- | ---------- |
| Angomont                  | 103               | 54540       | 54017      |
| Badonviller               | 1 624             | 54540       | 54040      |
| Bionville                 | 138               | 54540       | 54075      |
| Bréménil                  | 134               | 54540       | 54097      |
| Fenneviller               | 107               | 54540       | 54191      |
| Neufmaisons               | 245               | 54540       | 54396      |
| Neuviller-lès-Badonviller | 92                | 54540       | 54398      |
| Pexonne                   | 399               | 54540       | 54423      |
| Pierre-Percée             | 101               | 54540       | 54427      |
| Raon-lès-Leau             | 41                | 54540       | 54443      |
| Saint-Maurice-aux-Forges  | 98                | 54540       | 54481      |
| Sainte-Pôle               | 201               | 54540       | 54484      |

## Démographie
| Année      | 1962 | 1968 | 1975 | 1982 | 1990 | 1999 | 2008 |
| ---------- | ---- | ---- | ---- | ---- | ---- | ---- | ---- |
| Population | 3747 | 4137 | 3659 | 3355 | 3144 | 3008 | 3283 |